# Мосин, Леонид Сергеевич
Леони́д Серге́евич Мо́син (27 июля 1931, Москва — 27 августа 1980, Москва) — советский организатор кинопроизводства, комсомольский и партийный деятель, редактор. Заместитель председателя Госкино СССР (1976—1980).

## Биография
Родился 27 июля 1931 года в Москве (по другим сведениям 19 июля 1931 года). В 1953 году окончил юридический факультет Московского государственного университета имени М. В. Ломоносова. 
После окончания университета по распределению был направлен в прокуратуру Ельца, назначен помощником прокурора; возглавлял штаб комсомольских патрулей при горкоме комсомола. 
В 1954—1956 годах — второй, первый секретарь Елецкого горкома ВЛКСМ. В конце 1956 года избран вторым секретарём Липецкого обкома ВЛКСМ, в середине 1957 года — первым секретарём.
В 1960—1962 годах — заведующий отделом ЦК ВЛКСМ по связям с союзами молодежи социалистических стран.
С 1962 года — в аппарате ЦК КПСС: в 1962—1963 годах — заместитель заведующего сектором отдела ЦК КПСС по связям с коммунистическими и рабочими партиями социалистических стран, в 1963—1965 годах — помощник Ю. В. Андропова, в 1965—1976 годах — заведующий сектором Венгрии и Румынии отдела ЦК КПСС по связям с коммунистическими и рабочими партиями социалистических стран. По воспоминаниям В. В. Прибыткова, имел «доверительные, неформальные отношения» с Яношем Кадаром.
Леонид Сергеевич был удивительным, даже редким начальником — он любил и уважал людей. Он заботился не только о «нуждах кинематографии», но и о кинематографистах, старался, как мог, помочь им. Он умел вникать в проблемы и умел сочувствовать.
Постановлением Совета Министров СССР от 5 августа 1976 года назначен заместителем председателя Государственного комитета Совета министров СССР по кинематографии (с 1978 года — Государственного комитет СССР по кинематографии) по международным связям. 
Генеральный директор XI Международного Московского кинофестиваля (1979).
Избирался кандидатом в члены ЦК ВЛКСМ (1958), членом ЦК ВЛКСМ (1962).
Умер 27 августа 1980 года в Москве. Похоронен на Кунцевском кладбище.

### Семья
- жена — Ирина Александровна Мосина, юрист[29].

## Награды
- орден Трудового Красного Знамени[1]
- орден Трудового Красного Знамени[1]

## Комментарии
1. ↑  Киновед Рон Холлоуэй в своих воспоминаниях отчечает содействие Мосина в принятии председателем Госкино решения об участии фильма Ларисы Шепитько «Восхождение» в конкурсной программе 27 Берлинского международного кинофестиваля[25].